# Amelia Lopes O'Neill (película)
Amelia Lopes O'Neill es una película chilena producida en Chile, Suiza, Francia y España dirigida por Valeria Sarmiento estrenada en 1990. Fue ingresado en el 41.º Festival Internacional de Cine de Berlín. El guion, escrito por Valeria Sarmiento y Raúl Ruiz, es una adaptación de la obra homónima de Joaquín Edwards Bello.

## Sinopsis
Desde la muerte de su padre, Amelia y su hermana Ana viven en una casa que da al puerto de Valparaíso. Vivirán una historia de amor con el mismo hombre, Fernando. Amelia se encuentra con él primero, luego es el turno de Ana, quien se casa con él. Este gran dramático fresco, que tiene lugar en Chile entre las dos guerras, es contado por un mago ladrón devastado por su amor por Amelia.

## Elenco
- Laura del Sol – Amelia Lópes O'Neill
- Franco Nero – Fernando Marín
- Laura Benson – Anna Lópes O'Neill
- Valérie Mairesse – Ginette
- Sergio Hernández – Igor
- Claudia Di Girolamo – Mujer de Fernando
- Jaime Vadell – El abogado
- Carla Cristi – La buena
- Roberto Navarrete – El juez
- Edgardo Bruna